# تیرنوا، دندوشنی
تیرنوا، دندوشنی (به لاتین: Tîrnova, Donduşeni) یک منطقهٔ مسکونی در مولداوی است که در Donduşeni District واقع شده‌است.